# Hirzel (Familie)

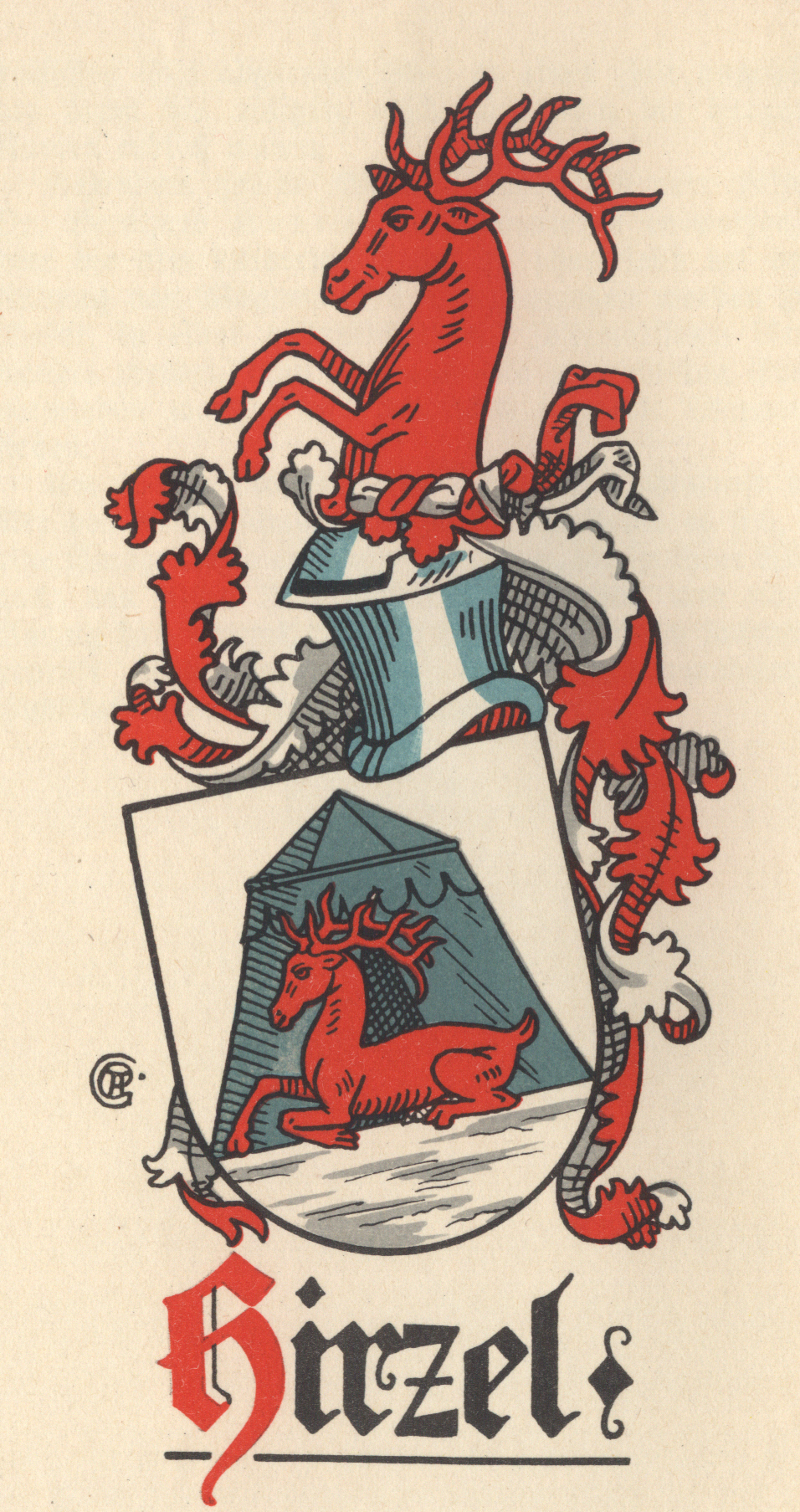
Wappen der Familie Hirzel

Die Familie Hirzel war vom 16. bis zum 19. Jahrhundert ein einflussreiches Bürgergeschlecht in der Stadt Zürich. Deren Mitglieder machten sich vor allem als Politiker, Theologen oder Offiziere einen Namen.

## Geschichte
Der Name Hirzel wurde erstmals 1318 im Zinsrodel der Benediktinerinnenabtei Fraumünster urkundlich erwähnt. Im 15. Jahrhundert wurden mehrere Hirzel Bürger von Zürich. Der Tuchhändler Peter Hirzel (1511–1573) aus Pfäffikon ZH gilt als Stammvater der wichtigsten Familienzweige. Er erwarb 1540 das Bürgerrecht der Stadt Zürich. Die Hirzel waren ein bis ins Zürcher Oberland weit verzweigtes Geschlecht.
Die vier Hauptlinien gehen auf die Söhne von Salomon Hirzel (1580–1652), einem Enkel des Stammvaters, Zunftmeister zur Saffran und erstem Bürgermeister der Familie, zurück. Eine Nebenlinie geht auf Peter Hirzel-Heidegger (1554–1613) zurück, einen Sohn des Stammvaters.
Das Geschlecht verbreitete sich von Zürich aus nach Deutschland (1666 Württemberg), Grossbritannien (Ende des 18. Jahrhunderts), Frankreich, Italien und in die Türkei.
Die Hirzel stellten in Zürich von 1574 bis 1798 83 Grossräte und von 1584 bis 1798 40 Kleinräte. Nur die Escher vom Glas waren stärker in den Räten vertreten. Sie besassen im 16. (eine), 17. (sechs) und im 18. Jahrhundert (zwölf) Landvogteistellen. Salomon (1580–1652) war Wolltuchfabrikant, Tuchhändler, Staatsmann, und Gesandter Zürichs auf über 200 Tagsatzungen. Hans Caspar Hirzel (1617–1691), der Sohn des Bürgermeisters Salomon Hirzel, war Stadtschreiber und Bürgermeister. Hans Heinrich (1662–1742) General und Gesandter. Hans Kaspar (1746–1827) Staatsmann und ab 1793 Standesseckelmeister. Conrad Melchior Hirzel (1793–1843) war Jurist und Staatsmann.
Die Familie war seit 1582 (Beat 1537–1614) bei den Schildnern zum Schneggen vertreten, Ende des 18. Jahrhunderts mit sechs Schilden.
Die Hirzel stellten Offiziere wie Salomon Hirzel (1672–1755) als Infanteriegeneral im Dienste Hollands. Hans Ludwig (1717–1794) als niederländischer Generalleutnant. Salomon Hirzel (1790–1844) als Oberst und Zürcher Artilleriekommandant.
Vom 16. bis ins 18. Jahrhundert erwarben sie Schloss und Herrschaft in Wetzikon (1583), Altikon (1641) und Kefikon mit Islikon TG (1657) sowie die Herrschaften Elgg (1686), Saint-Gratien (Somme) in der Picardie (1708) und Wülflingen mit Buch am Irchel (1734) sowie einen Anteil an der Herrschaft Kempten ZH mit Burg Greifenberg und Werdegg (1753).

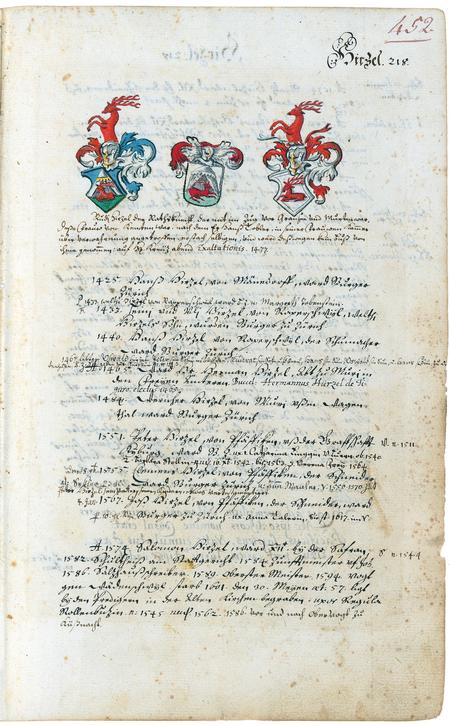
Zürcher Geschlechterbuch: Familie Hirzel

Die Familie Hirzel kann keinem klaren politischen Lager zugeordnet werden. Während im Züriputsch von 1839 Bürgermeister Conrad Melchior (1793–1843) im Erziehungsrat den Stichentscheid zugunsten des umstrittenen Theologen David Friedrich Strauss gab, führte Pfarrer Bernhard (1807–1847) aus Pfäffikon auf der Gegenseite die Zürcheroberländer Bauern an.
Mitglieder der Familie haben sich in Wissenschaft und Kunst hervorgetan: Susette (Ott, 1769–1858) als Porträtmalerin. Hans Kaspar (1786–1823) als Astronom und Schriftsteller. Johann Kaspar (1792–1851) als Mineraliensammler. Der Theologe Bernhard (1807–1847) als Orientalist. Christoph Heinrich Hirzel (1828–1908) als Chemiker und ausserordentlicher Professor an der Universität Leipzig, als Gründer einer Fabrik für chemisch-technische Anlagen in Leipzig-Plagwitz sowie Erfinder und Herausgeber der „Zeitschrift für Pharmacie“.
Der reformierte Pfarrer Heinrich Hirzel (1818–1871) war Förderer gemeinnütziger und sozialer Bestrebungen und Heinrich Paul (1831–1908) Präsident der Stadtschulpflege.
Der Familienzusammenhalt wurde mit Familienfesten und der Familienzeitschrift "Hirzel-Bott" gefördert. Die Aktivitäten werden von einem seit 1652 existierenden Familienfonds finanziert, der von Bürgermeister Salomon gegründet wurde.

## Weitere Familienmitglieder
- Conrad Hirzel (1804–1884), Theologe, Zürcher Waisenvater
- Hans Caspar Hirzel (Politiker, 1593) (1593–1661), Schweizer Ratsherr und Amtmann
- Hans Caspar Hirzel (Politiker, 1617) (1617–1691), Zürcher Tuchhändler, Bürgermeister und Diplomat
- Hans Caspar Hirzel (Politiker, 1675) (1675–1752) (der ältere Statthalter), Schweizer Politiker
- Hans Caspar Hirzel (Politiker, 1698) (1698–1751) (der jüngere Statthalter), Schweizer Politiker
- Hans Caspar Hirzel (Schriftsteller) (1725–1803), Schweizer Arzt, Politiker und Schriftsteller
- Hans Caspar Hirzel (Politiker, 1751) (1751–1817), Schweizer Arzt und Politiker
- Hans Caspar Hirzel (Großkaufmann) (1798–1866), Schweizer Großkaufmann
- Heinrich Hirzel (1818-1871), Pfarrer am St. Peter, Vizepräsident der Schweizerischen Gemeinnützigen Gesellschaft
- Hermann Hirzel († 1480), Abt des Klosters Muri
- Heinrich Hirzel (1766–1833), Theologe, Kirchenhistoriker, Hochschullehrer
- Ludwig Hirzel (1801–1841), Theologe und Hochschullehrer
- Marie Hirzel (1881–1969), Präsidentin des Vereins für alkoholfreie Wirtschaften
- Susette Hirzel (1769-1858), Schweizer Malerin
- Salomon Hirzel (Politiker) (1580–1652), Schweizer Kaufmann, Politiker und Diplomat
- Salomon Hirzel (General, 1672) (1672–1755), Schweizer Offizier in holländischem Dienste
- Salomon Hirzel (Historiker) (1727–1818), Schweizer Politiker und Historiker
- Salomon Hirzel (General, 1739) (1739–1801), Schweizer Offizier in französischem und russischem Dienste
- Salomon Hirzel (Oberst) (1790–1844), eidgenössischer Oberst, Kommandant der Artillerie des Kantons Zürich und Zeughaus-Direktor der Stadt Zürich
- Salomon Hirzel (Verleger) (1804–1877), Schweizer Verleger